# ドレミ倶楽部
ドレミ倶楽部（ドレミくらぶ）とは、2010年に結成され、2015年に解散したお笑いコンビ。太田プロ所属。主に漫才を持ちネタとした。ボケ担当の肥後DNAはダチョウ倶楽部の肥後克広の長男であり、会話内容に度々そのエピソードが盛り込まれる。
結成当初はトリオだったが、2012年3月末にイノシマ全治6ヶ月が脱退し、コンビとなった。

## メンバー
肥後DNA（ひごでぃーえぬえー、1988年8月23日（36歳） - ）
ボケ担当。
本名肥後博暁（ひご ひろあき）。
東京都出身、サイズは身長165cm・体重73kg・血液型B型。
東京アナウンス学院卒業。父親はダチョウ倶楽部の肥後克広、妹が2人おり、元歌手の肥後千暁と、千暁の妹にあたる一般人。父親譲りの天然であり、その遺伝子を受け継いでいるため、桑野信義によりDNAと名づけられた。
藤田晋也（ふじた しんや、1982年9月17日（42歳） - ）
ツッコミ担当。
旧芸名は「フジタ帝国」。
大阪府出身。サイズは身長180cm・体重72kg。
元フレンチ料理人。現在もプロ並みの料理の腕を持つ。

### 元メンバー
イノシマ全治6ヶ月（いのしまぜんちろっかげつ、1982年8月18日（42歳） - ）
本名は猪島一将（いのしま かずまさ）
愛知県瀬戸市出身。
小松崎和也（元・朝倉小松崎 、現・ハナイチゴ）とのコンビ『でこぼこビート』で活動した後、2007年12月から2009年1月まで『きまぐれカウンター』、2009年5月から同年末まで『千葉ダイブ』とそれぞれのコンビで活動。2012年3月末にドレミ倶楽部脱退後はピンで活動。しばらくの間はフリーで活動、石井光三オフィス所属を経て、SHUプロモーション所属。

## 出演歴

### テレビ
- ネタ鑑定（東京MX）
- ワンフィフティーズ（とちぎテレビ）
- 爆問パニックフェイス!（フジタのみ。TBS）
- 森田一義アワー 笑っていいとも!（フジタのみ。フジテレビ）
- 誰だって波瀾爆笑（日本テレビ）- 2012年2月19日
- 踊る!さんま御殿!!（日本テレビ）- 肥後のみ
- 世界まる見え!テレビ特捜部（日本テレビ）- 肥後のみ
- 行列のできる法律相談所（日本テレビ）
- サタネプベストテン（TBS）- フジタのみ
- とんねるずのみなさんのおかげでした（フジテレビ）- フジタのみ
- 雨上がり決死隊のトーク番組アメトーーク!（テレビ朝日）- 肥後のみ
- NexT（日本テレビ）- 2013年4月6日、肥後のみ「次世代の“天然芸人”候補芸人」として出演
- 女神のマルシェ（日本テレビ）- 2013年5月17日「ちょい足しレシピコンテスト」、藤田のみ

### ライブ
- 太田プロジュニアライブ（シアターD）

他多数

### CM
- 新生銀行カードローン レイク（2013年）- 肥後のみ